# Lebialem
Lebialem ist ein Département der Region Sud-Ouest in Kamerun.
Auf einer Fläche von 617 km² leben nach der Volkszählung 2001 144.560 Einwohner. 2005 waren es 113.736 Einwohner.
Die Hauptstadt ist Menji.

## Gemeinden
1. Alou
2. Fontem
3. Wabane

## Fotos

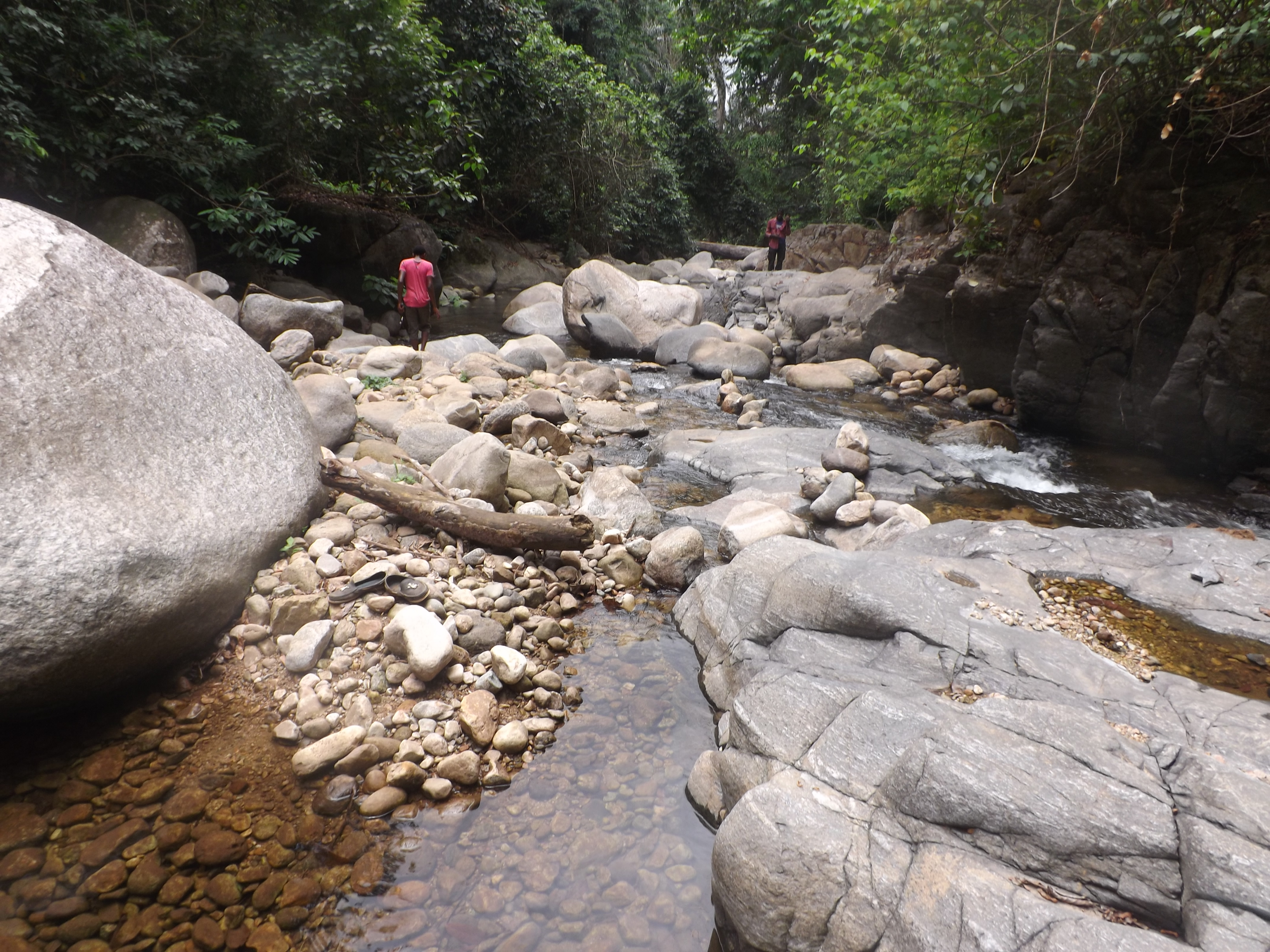
Fossimondi
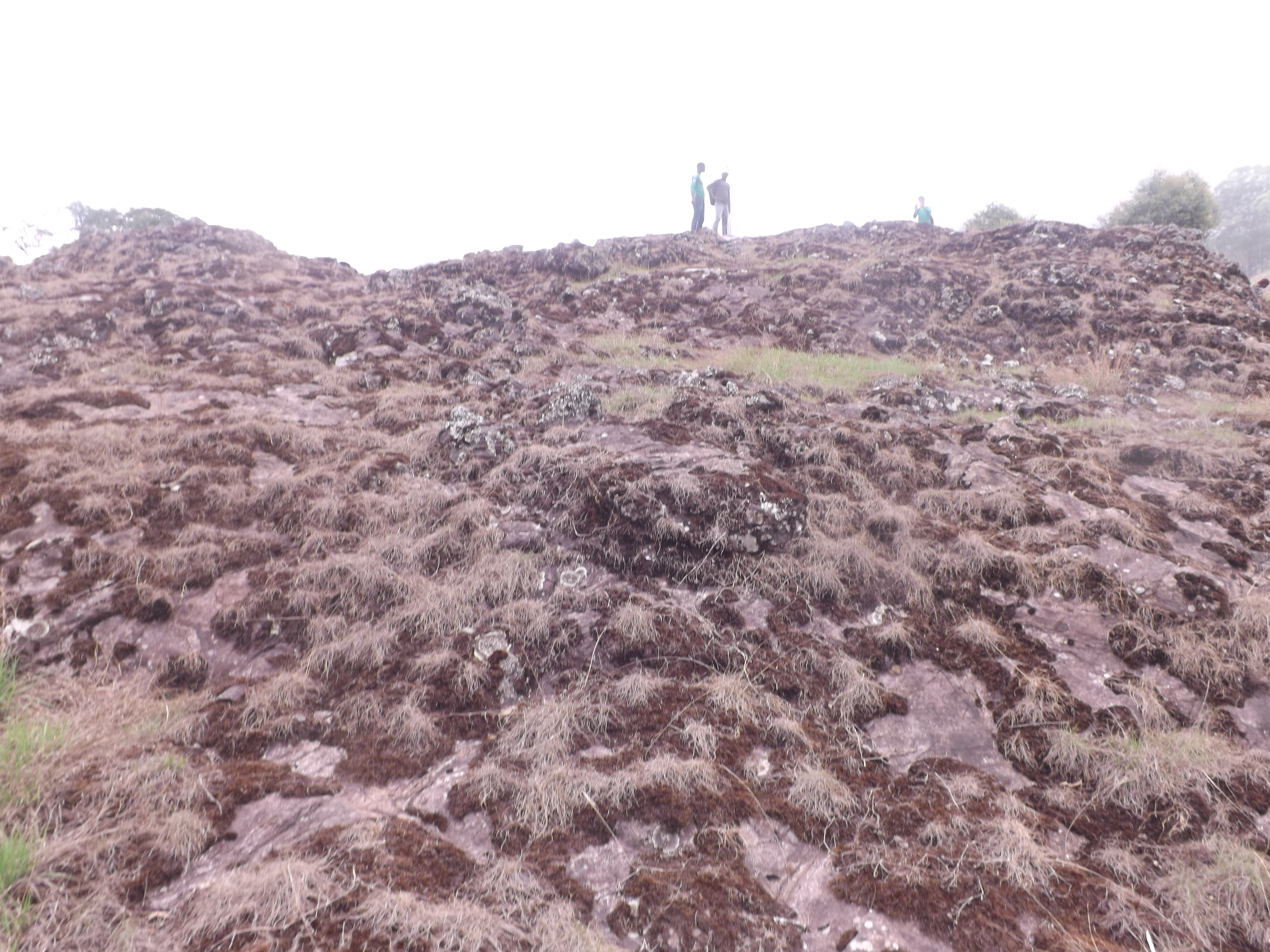
Mvock
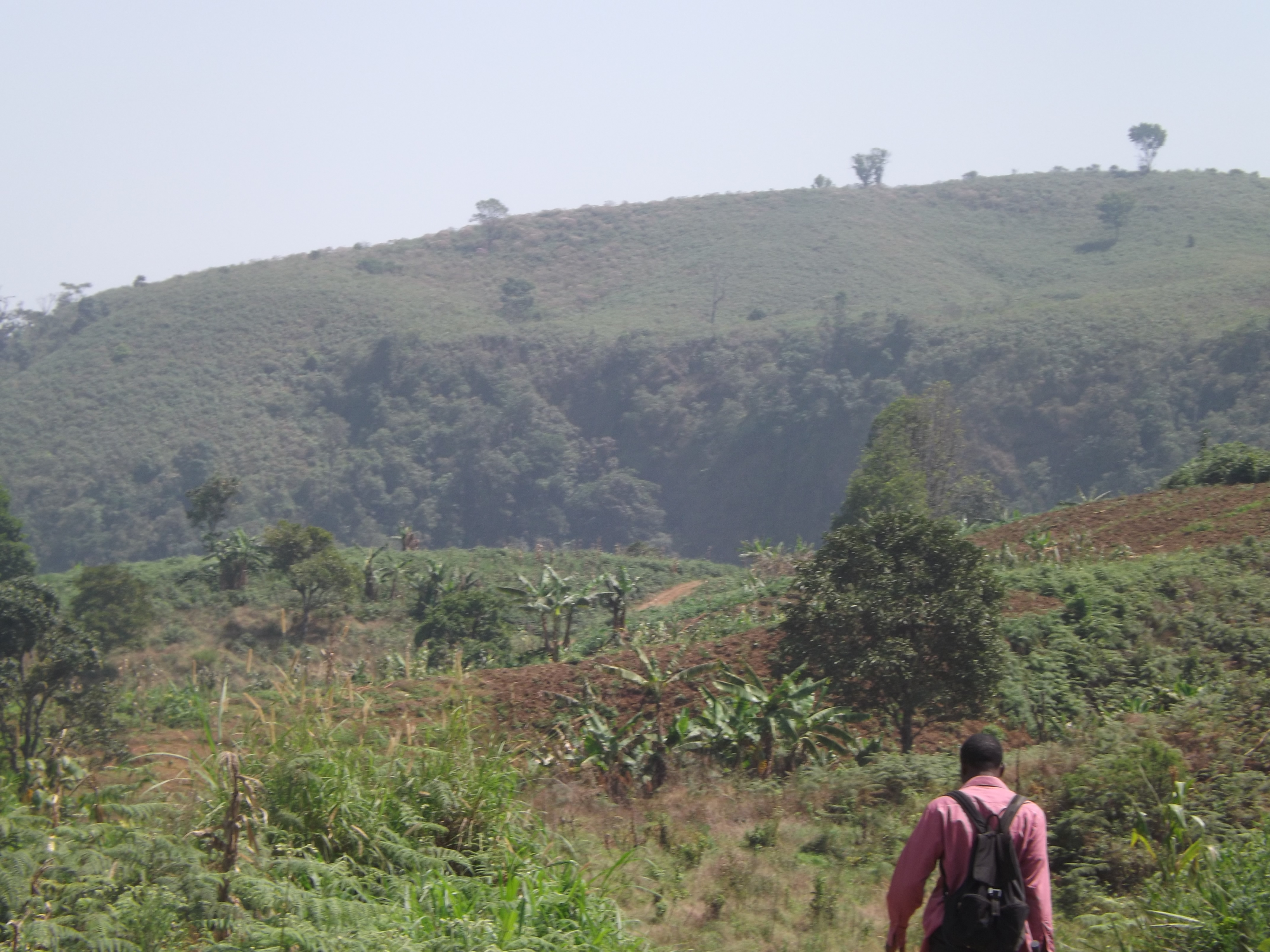
Maisfarm
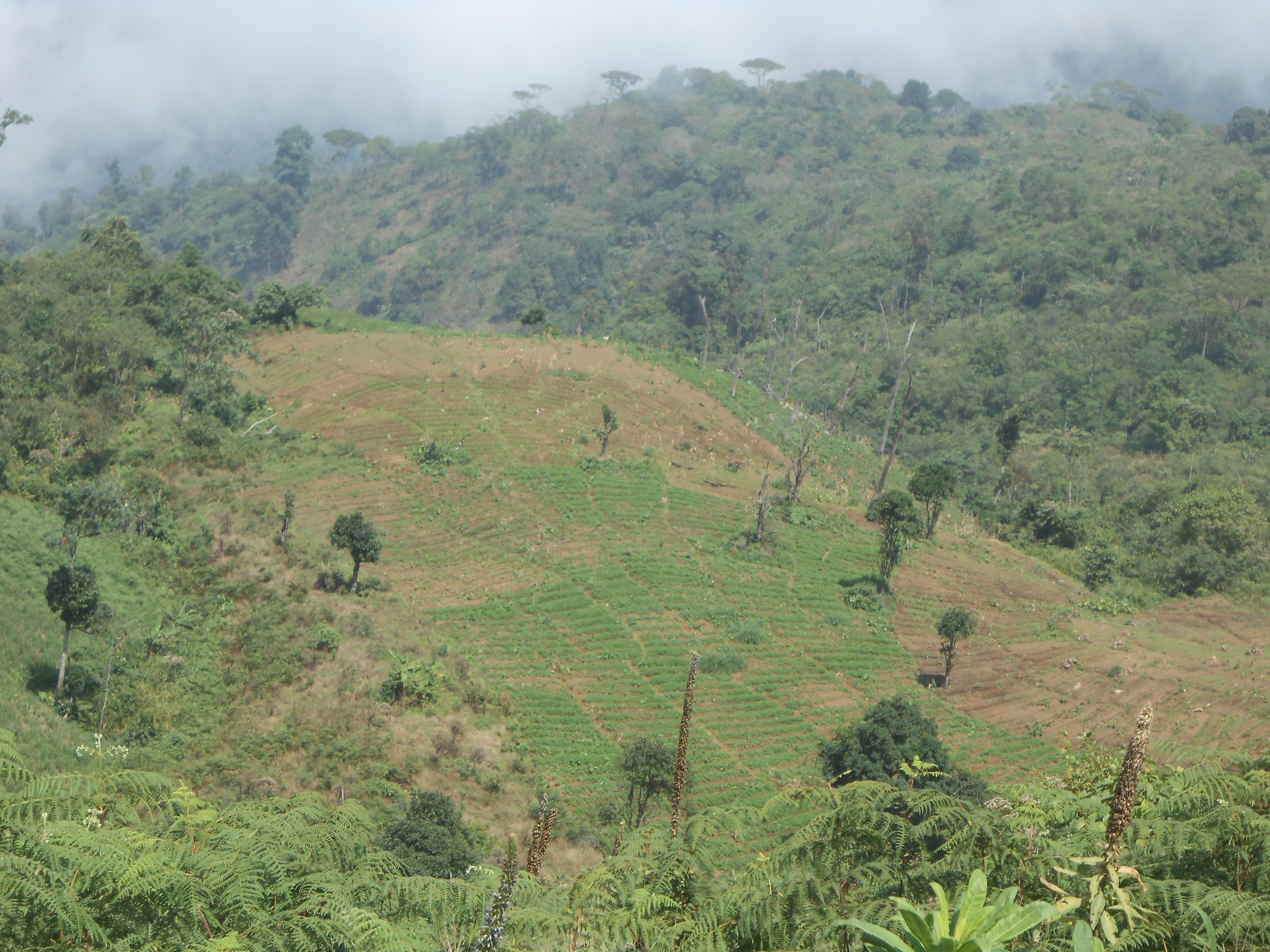
Farmfläche